# Бальони
Бальони (итал. Baglióni) — феодальный род, правивший в Перудже в XV—XVI веках (пресекся в XVII веке).

## История
Древняя феодальная фамилия Бальони вмешалась в борьбу «нобилей» с «третьим сословием» в Перудже, возглавив простонародную фракцию «беккерини» (beccherini) и вступив в противостояние с фракцией «гранди» (grandi), возглавляемой семьями Одди и Винчоли, а также с партией Распанти (Raspanti), выступавшей за развитие коммунальных институтов. Бальони заняли главенствующие позиции в городском ополчении и сумели завоевать себе репутацию в военном деле, благодаря которой их часто принимали на службу в разных частях Италии. С 1278 года они заняли во Флоренции главенствующие позиции. Только после злодеяний Бальоне Новелло (Baglione Novello), подеста герцога Афинского и его головореза, Флоренция изгнала его навечно, однако в 1377 году объявление о ссылке провинившегося было отозвано.
В 1393 году, в результате восстания в Перудже, семья утратила власть в городе, но в 1398 году восстановила господство, превратившееся в синьорию над Перуджей (ит.) и всей территорией Умбрии. Вследствие внутрисемейных раздоров (в частности, заговора Джампаоло Бальони в 1500 году), в 1540 году Папа Римский Павел III утвердил свою власть над всем регионом. Бальони продолжили семейные традиции военной службы, род прекратился в XVII веке.

## Персоналия
- Бальони, Асторре (1526—1571) — итальянский кондотьер и военачальник.
- Бальони, Асторре (ди Гвидо) (ум. в 1500) — итальянский кондотьер.

## Синьоры Перуджи
| N° | Имя                    | Оригинальное имя      | Начало периода    | Конец периода | Супруга                                                                                                |
| 1  | Малатеста I Бальони    | Malatesta I           | 1424              | 1437          | Якопа Фортебаччи (Iacopa Fortebracci)                                                                  |
| 2  | Браччио I Бальони      | Braccio I             | 1437              | 1479          | Тодерина Фредозо (Toderina Fregoso), Анастасия Сфорца ди Санта Фьора (Anastasia Sforza di Santa Fiora) |
| 3  | Гвидо I Бальони        | Guido I               | 1479              | 1500          | Костанца да Варано (Costanza da Varano)                                                                |
| 4  | Родольфо Бальони       | Rodolfo I             | 1479              | 1501          | Франческа Бальони-Кастель ди Пьеро (Francesca Baglioni-Castel di Piero)                                |
| 5  | Асторре I Бальони      | Astorre I             | 1479              | 1500          | Лавиния Колонна-Орсини (Lavinia Colonna-Orsini)                                                        |
| 6  | Федерико Грифонетто    | Federico Grifonetto   | 15 июля 1500      |               | |
| 7  | Карло иль Барчилья     | Carlo il Barciglia    | 15 июля 1500 1503 |               | |
| 8  | Джампаоло Бальони      | Giampaolo             | 1500              | 1520          | Ипполита де Конти (Ippolita de' Conti)                                                                 |
| 9  | Адриано I иль Морганте | Adriano I il Morgante | 1500              | 1502          | |
| 10 | Джентиле I             | Gentile I             | 1511              | 1527          | |
| 11 | Малатеста IV Бальони   | Malatesta IV          | 1520              | 1531          | Мональдеска Мональдески (Monaldesca Monaldeschi)                                                       |
| 12 | Орацио II              | Orazio II             | 1520              | 1528          | |
| 13 | Родольфо II            | Rodolfo II            | 1531              | 1540          | |